# Gejza I.
Gejza I. (mađ. I. Géza) (Poljska, o. 1040. – 25. travnja 1077.), ugarski kralj (1074. – 1077.) iz mađarske dinastije Arpadovića. Njegovo kršteno ime bilo je Magnus. Bio je najstariji sin ugarskog kralja Bele I. (1060. – 1063.). Nakon očeve smrti, ugarsku krunu preuzeo je njegov rođak Salomon (1063. – 1074.) uz njemačku pomoć te prisilio Gejzu i brata mu Ladislava na progon iz Ugarske.
Godine 1064. Gejza se vratio s poljskom vojskom u Ugarsku i dogovorio se s kraljem Salomonom da njegovom bratu Ladislavu i njemu preda na upravu očevo bivše vojvodstvo koje se sastojalo od trećine Ugarske. Odnos između Salomona i Gejze pogoršao se 1071. godine te je Salomon 1074. napao Gejzu i porazio ga u bici. Unatoč tome, Gejza je 14. ožujka 1074. godine nanio odlučan poraz kralju Salomonu i zbacio ga s prijestolja te preuzeo kraljevsku krunu. Detronizirani kralj Salomon se povukao u sjevernu Ugarsku gdje je uspostavio svoju vlast.
Nakon smrti kralja Gejze I. naslijedio ga je brat Ladislav I. (1077. – 1095.), jer su u vrijeme njegove smrti njegova djeca Koloman i Almoš bila maloljetnici.

## Vanjske poveznice
- Geza I. Arpadović Hrvatska enciklopedija
- Geza I. Proleksis enciklopedija

| Prethodnik:             | Gejza I. (1074. – 1077.) | Nasljednik:                       |
| Salomon (1063. – 1074.) | Gejza I. (1074. – 1077.) | Ladislav I. Sveti (1077. – 1095.) |